# FK 추카리치키
FK 추카리치키(세르비아어: Фудбалски клуб Чукарички)는 세르비아 베오그라드의 추카리차 지역을 연고지로 하는 축구 클럽이다. 1926년 7월 4일 창단되었다. 1996년 UEFA 인터토토컵에 출전하며 대륙 대회에 첫 모습을 드러내었고 2014년엔 유로파리그에 첫 출전하였다.

## 선수 명단

### 현역
- 미하일로 츠베트코비치(2023 ~ )